# زمین‌لرزه ۱۹۹۸ آدانا-جیحان
زمین‌لرزه آدانا-جیحان  در تاریخ ۲۷ ژوئن ۱۹۹۸ میلادی، برابر با ‎۶ تیر ۱۳۷۷، ساعت ۱۳:۵۵:۵۲ به زمان یوتی‌سی در ترکیه ، منطقه آدانا و جیحان رخ داد. ژرفای این زلزله ۱۶ کیلومتر بود، و بزرگی آن ۶٫۳ در مقیاس Mw اعلام شده‌است. زمین‌لرزه به وقت محلی در روز شنبه، ساعت ۱۵ روی داده و منطقه زمانی آن یوتی‌سی +۲ بوده‌است (با لحاظ تغییر ساعت تابستانی).
سازمان زمین‌شناسی آمریکا نیز رومرکز این زمین‌لرزه را در مختصات ۳۶°۵۲′۴۱″شمالی ۳۵°۱۸′۲۵″شرقی / ۳۶٫۸۷۸°شمالی ۳۵٫۳۰۷°شرقی و ژرفای آنرا در ۳۳ کیلومتر گزارش کرده‌است. بزرگی برگزیدهٔ این سازمان از میان بزرگیهای محاسبه‌شدهٔ مختلف ۶٫۳ در مقیاس Mw بوده و از دید اثر، در میان چهار دسته‌بندی «نامحسوس»، «محسوس»، «زیان‌آور» یا «با تلفات»، زلزله را «با تلفات» اعلام کرده‌است.دستکم ۶ بعلاوه‌ی ۱۷۰۰۰ ساختمان در زمین‌لرزه خراب شده‌است.
پروژهٔ «تنسور گشتاور مرکزوار» زاویه‌های (راستا، شیب، ریک) گسل سازندهٔ زمین‌لرزه و صفحه عمود بر آنرا (°۳۲۱، °۷۵، °۱۷۱) یا (°۵۳، °۸۱، °۱۵) و نوع گسل را «امتدادلغز» فرارسانده‌است.
شمار کشتگان زلزله حدود ۱۴۵ نفر بوده‌است.تعداد زخمیان ۱۵۰۰ نفر برآورده شده‌است.بی‌خانمان شدگان نیز ۸۸۰۰۰ نفر اعلام شده‌است.